# Karin Bojs

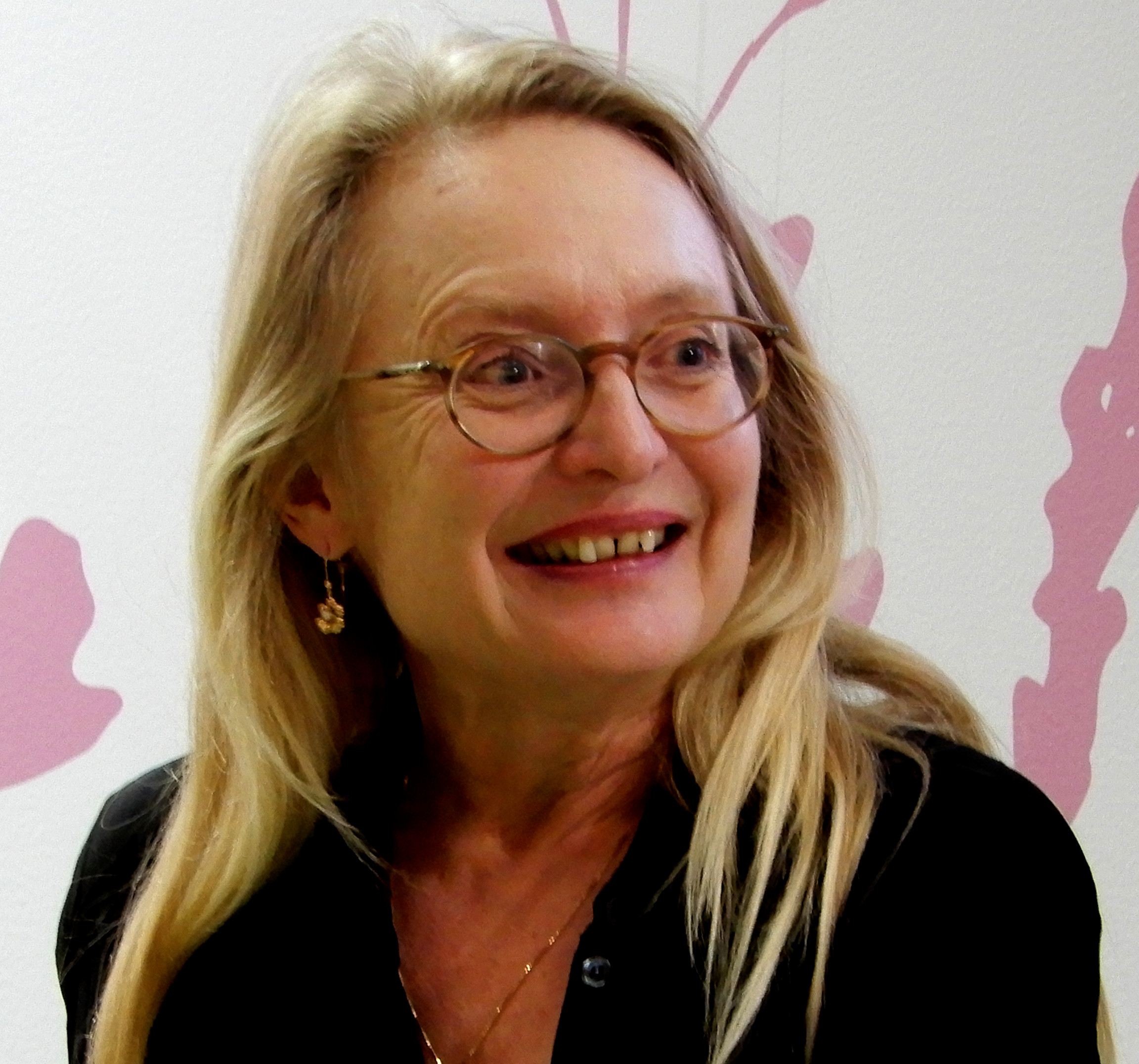
Karin Bojs på Bokmässan i Göteborg 2022

Anna Karin Bojs, född 4 mars 1959 i Brämaregårdens kyrkobokföringsdistrikt, Göteborgs och Bohus län, är en svensk journalist och författare. Hon var fram till mars 2013 Dagens Nyheters vetenskapsredaktör.
Karin Bojs utbildade sig till journalist vid Göteborgs universitet. År 1994 grundade hon den svenska avdelningen av Reportrar utan gränser. År 2015 tilldelades hon Augustpriset för boken Min europeiska familj: De senaste 54 000 åren.
När svininfluensan bröt ut 2009 var Bojs aktiv i debatten om massvaccinationer, där hon försvarade de svenska myndigheternas beslut att tillåta vaccinering. Hon bedömde också massmedias rapportering som i stort sett korrekt.
Karin Bojs är dotter till överläkaren Göran Bojs (1931–2008) och läkaren Anita Bojs (1930–2014), född Gottfriedz, samt sondotter till läraren och konstnären Eric Bojs. Karin Bojs tävlade 2022 i På Spåret tillsammans med Marit Bergman. 

## Priser och utmärkelser
- 2000 – Vetenskapliga mediepriset, instiftat av Kungliga Ingenjörsvetenskapsakademien (IVA) och Stiftelsen för Vetenskapsinformation, med motiveringen att hon "förenar aktuell journalistik med relevant forskning. Hon knyter samman stor sakkunskap med journalistisk energi och språklig klarhet i sina tre roller som vetenskapsredaktör, reporter och krönikör".
- 2008 – Hedersdoktor vid Stockholms universitets naturvetenskapliga fakultet
- 2008 – Kunskapspriset, utdelat av Nationalencyklopedin.[5][6]
- 2015 – Augustpriset för Min europeiska familj – de senaste 54 000 åren
- 2016 – Årets bok om svensk historia 2015 för Min europeiska familj – de senaste 54 000 åren [7]
- 2017 – Årets bok om svensk historia 2016 för Svenskarna och deras fäder - de senaste 11 000 åren (tillsammans med Peter Sjölund). [8]